# Nederlands Meetinstituut

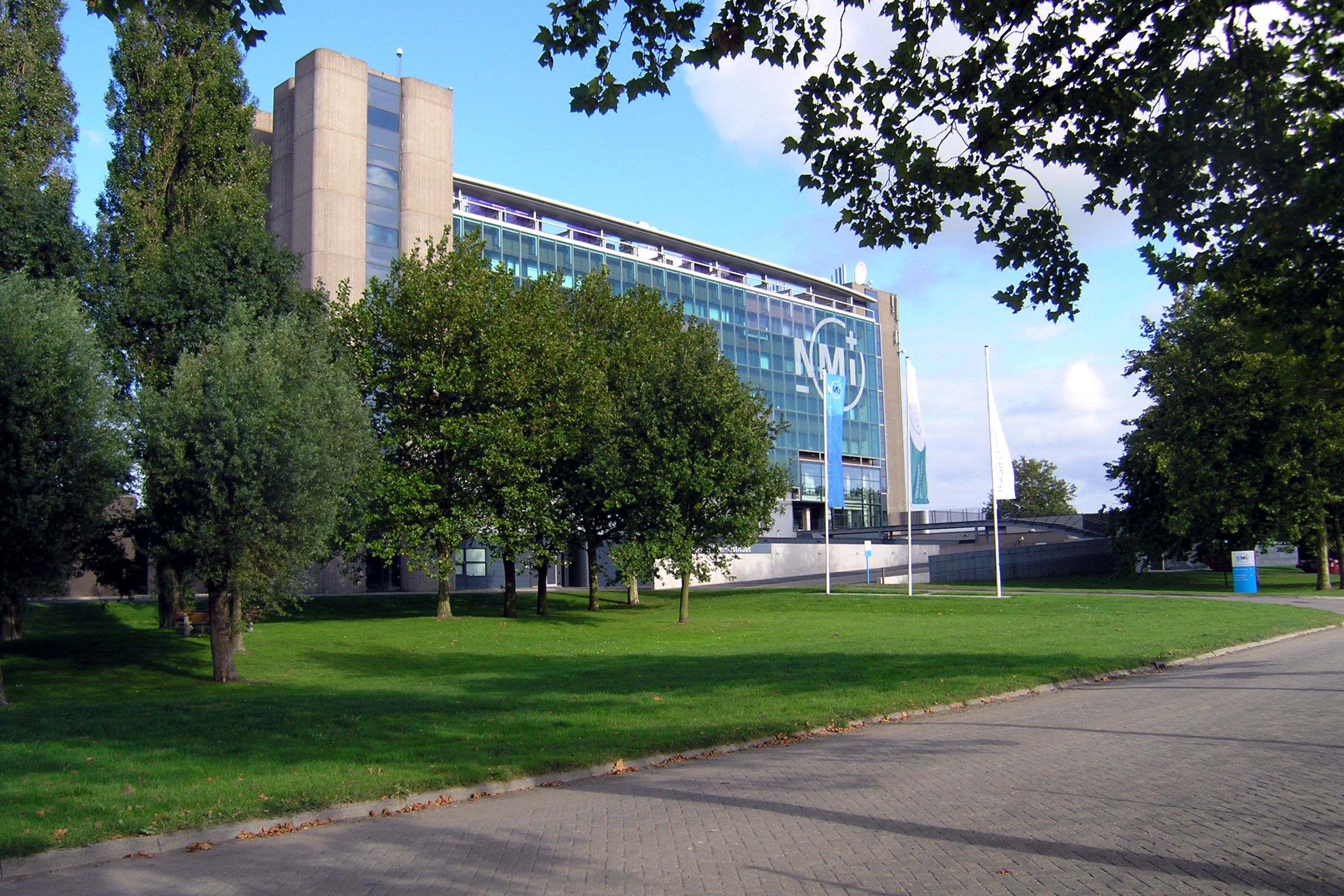
Nederlands Meetinstituut, Delft

Het Nederlands Meetinstituut (NMi) is een RvA-geaccrediteerd instituut dat metrologische diensten levert zoals testen, certificeren, kalibreren en opleiden van personeel. Deze activiteiten worden uitgevoerd in en vanuit de hoofdvestiging in Delft en vanuit nevenvestigingen in Nederland (Amersfoort en Hoofddorp), in het Verenigd Koninkrijk (Shoreham-by-Sea, Southam, Bristol, Wrexham, Daventry), Denemarken (Regstrup), Verenigde Staten (Dallas). De private equity investeerder Levine Leichtman Capital Partners (LLCP) heeft per 22 oktober 2020 100% van de aandelen van NMi Certin B.V. overgenomen. 
Eisen die gesteld worden aan een installatie zijn de volgende:
- nauwkeurigheid (als men een kilogram product wil, wil men ook echt een kilogram)
- reproduceerbaarheid (men wil ook iedere keer een kilogram)
- fraudebestendigheid
- controleerbaarheid (men wil elke geleverde kilogram terug kunnen vinden op een bon)

De eis van fraudebestendigheid stelt met meetapparatuur waarin computers verwerkt zijn speciale eisen aan het ontwerp. Een gewone PC, waarvan de software eenvoudig aangepast kan worden, zal niet eenvoudig in het primaire meetcircuit van een installatie gebruikt mogen worden. Meestal worden ingebedde systemen gebruikt, en dan nog kunnen zaken als zelf te upgraden firmware niet toegestaan zijn.

## Geschiedenis
Het Nederlandse Meetinstituut was vroeger een rijksdienst, bekend als Dienst van het IJkwezen. IJkmeesters reisden rond om gewichten te kalibreren en te justeren. Door gebruik (slijtage) of roestvorming kon de massa van een gewicht kleiner of groter worden, waardoor het gewicht niet meer aan de wettelijke eis voldeed. Als bewijs dat het massastuk aan de wettelijke eis voldoet, werd een stempel in de gewichten geslagen. Tot 1973 werden hiervoor de letters van het alfabet gebruikt. In 1974 werd in verband met de Europese harmonisatie overgegaan op stempels met jaartallen.
In 1998 zijn de IJkwet en het IJkreglement aangepast. De toename van de kosten voor de betrokken ondernemingen alsmede de sterke afname van het gebruik van de betrokken gewichten hebben geleid tot de beslissing de periodieke herkeuring (herijk) van gewichten af te schaffen.

## Europese en nationale richtlijnen
Binnen de Europese Unie moeten meetinstrumenten die gebruikt worden voor handelsdoeleinden voldoen aan de richtlijnen gegeven in de richtlijn betreffende meetinstrumenten. Het is de bedoeling dat er per type meter een Europese CEN-norm of een OIML normatief document komt die detailleert hoe men aan deze richtlijn kan voldoen. Voor debietmeting geeft het Nederlands Normalisatie Instituut NEN nationale normen normen uit die veelal identiek zijn aan de betreffende internationale ISO-standaarden.